# CA 242
Il CA 242 è un marcatore tumorale a struttura sililata carboidrata, associato agli adenocarcinomi .
La sua concentrazione può essere determinata tramite dosaggio immunoenzimometrico .
CA 242 sembra essere anche un utile strumento diagnostico per la diagnosi di cancro al pancreas .